# Gullfingerört
Gullfingerört (Potentilla aurea) är en flerårig ört i släktet fingerörter (Potentilla) och familjen rosväxter (Rosaceae). Den beskrevs av Carl von Linné.

## Beskrivning
Gullfingerörten är en flerårig, mattbildande växt med klart gröna blad på krypande stänglar. Blommorna är 1–2 centimeter breda och klargula, och växer i klasar.

## Utbredning
Gullfingerörten förekommer i södra och centrala Europa, men odlas också som prydnads- och medicinalväxt, ofta som stenpartiväxt. Den är inte påträffad i vilt tillstånd i Sverige.